# Корниенково
Корние́нково, до ВОВ Карние́нковка (укр. Корнієнкове) — село в Валковской городской общине Богодуховского района Харьковской области Украины.
Код КОАТУУ — 6321282504. Население по переписи 2001 г. составляет 19 (5/14 м/ж) человек.

## Географическое положение
Село Корниенково находится в начале балки Орчик в которой берет начало река Орчик, примыкает к сёлам Рудой Байрак, Замиськое и Бугаевка.

## История
- 1700 — приблизительная дата основания Замоського (центра сельсовета) с сайта Верховной Рады. Дата основания данного хутора — ?
- В 1940 году, перед ВОВ, на хуторе Карниенковка был 31 двор.[1]

## Экономика
- В селе есть молочно-товарная и птице-товарная фермы.